# Прапор Якимівського району
Пра́пор Якимівського райо́ну затверджений рішенням Якимівської районної ради.

## Опис
Прапор району — трикольоровий. Він повторює державні — жовтий та блакитний кольори, має також червону смугу. Червоний колір за законами геральдики символізує мужність, любов та велич душі, а в цьому випадку несе ще й історичне значення: малиновим був колір прапорів запорізьких козаків; це колір крові, якою була полита наша земля в різні історичні епохи, в тому числі в роки громадянської та Великої Вітчизняної війн.
У верхньому куті, поруч із древком, розташовано щит герба району. На блакитній смузі містяться стилізовані морські хвилі.
Автор проекту прапора — колектив образотворчого відділення Якимівської дитячої музичної школи.